# Sete Chaves
Sete Chaves es el cuarto álbum de estudio de la banda brasileña NX Zero, siendo el tercero en una gran disquera.
Fue lanzado el 20 de octubre de 2009.
El primer sencillo del álbum Espero a Minha Vez fue lanzado el 7 de octubre y ya está siendo un hit en las radios brasileñas.

## Canciones
| #  | Título              | Compositor(es)         |
| -- | ------------------- | ---------------------- |
| 1  | Vertigem            |                        |
| 2  | Só Rezo             | Diego Ferrero          |
| 3  | Espero a Minha Vez  | Di Ferrero y Gee Rocha |
| 4  | Insubstituível      | Di Ferrero y Gee Rocha |
| 5  | Interlúdio          |                        |
| 6  | Zerar e Recomeçar   |                        |
| 7  | Mais Além           | Di Ferrero y Gee Rocha |
| 8  | Confidencial        | Di Ferrero y Gee Rocha |
| 9  | Como se fosse ontem |                        |
| 10 | Perto De Você       |                        |
| 11 | Tudo em Seu Lugar   | Di Ferrero y Gee Rocha |
| 12 | Subliminar          |                        |
| 13 | Vício               |                        |
| 14 | Sem Saída           |                        |